# Tapirus oliverasi
Tapirus oliverasi es una especie de mamífero perisodáctilo extinto de la familia de los tapíridos y del género Tapirus que vivió en el Pleistoceno de América del Sur. 

## Generalidades
Esta especie fue descrita originalmente por M. Ubilla en el año 1983, empleando como base materiales exhumados de sedimentos de la «formación Libertad», del Pleistoceno inferior, en el departamento de Montevideo, Uruguay.
Un amplio estudio de todos los materiales colectados en los yacimientos fosilíferos de América del Sur referidos al género Tapirus llegó a la conclusión de que esta es una especie válida.
Sobre la base de análisis morfométricos de sus dientes se llega a la conclusión de que Tapirus oliverasi es significativamente mayor que Tapirus terrestris, Tapirus mesopotamicus, y Tapirus rondoniensis, similar en tamaño a otros grandes tapires fósiles o vivientes, tales como Tapirus indicus, Tapirus tarijensis, y Tapirus haysii, y algo menor que Tapirus rioplatensis.

## Hábitat y alimentación
Este taxón, como cualquier integrante del género Tapirus, se asocia a climas cálidos, y ambientes de pluviselvas, sabanas o bosques húmedos de tipo tropical o subtropical cercanos a ríos; con dieta herbívora hojas, frutas, etc. los que logra asir gracia a la presencia de una probóscide en su hocico.